# گلوشکو (دهانه)
گلوشکو یک دهانه برخوردی در ماه است.